# Petr Čermák
Petr Čermák (ur. 24 grudnia 1942 w Pradze) – czeski wioślarz reprezentujący Czechosłowację, brązowy medalista olimpijski.
Wystąpił na igrzyskach olimpijskich w Tokio w 1964, gdzie reprezentacja Czechosłowacji w składzie: Petr Čermák, Jiří Lundák, Jan Mrvík, Július Toček, Josef Věntus, Luděk Pojezný, Bohumil Janoušek, Richard Nový i Miroslav Koníček (sternik) zdobyła brązowy medal w ósemkach. W wyścigu finałowym o 6,88 sekundy przegrali z osadą USA i 1,82 sekundy z osadą Wspólnej Reprezentacji Niemiec. Na rozgrywanych cztery lata później igrzyskach olimpijskich w Meksyku Czechosłowacy ponownie awansowali do finału ósemek. W finale zajęli ostatecznie piąte miejsce, tracąc do podium ponad 3 sekundy.
Jego żona ,Jiřina Hrabětová, reprezentowała Czechosłowację w hokeju na trawie.